# Pretorianismo
Pretorianismo es un término que hace referencia a la influencia política de forma abusiva por parte del poder militar. El DRAE lo define como la «influencia política abusiva ejercida por algún grupo militar». El historiador español Eduardo González Calleja lo define como «la insubordinación e influencia inmoderada del Ejército en la toma de decisiones políticas». El término procede de pretoriano, soldado de la Guardia Pretoriana, élite militar de gran influencia que intervenía en la elección de los emperadores romanos proclamando a unos y asesinando a otros.
Daniel R. Headrick, profesor de Historia y Ciencias sociales en la Universidad de Roosevelt, describe el pretorianismo como un militarismo hacia el interior, propio de las naciones de orden menor, que no pretende hacer ni ganar guerras, sino mantener su influencia en el sistema político, controlar las decisiones que afecten a sus intereses o apoyar a una facción política. En contraposición al militarismo hacia fuera que es un militarismo puro, expansionista en cuanto a la defensa de sus intereses más allá de las fronteras nacionales y que corresponde a las grandes potencias o alianzas militares.

## Formas del intervencionismo militar
Samuel E. Finer en Los militares en la política mundial (Buenos Aires, Editorial Sudamericana, 1969) ha definido cuatro formas del intervencionismo militar en política:
1. Influencia: los militares a través de su élite tratan de influir en el Gobierno para que este adopte sus puntos de vista, pudiendo enfrentarse a las autoridades civiles pero siempre sin traspasar los límites de la legalidad. Sería propia de los países con una cultura política desarrollada.
2. Chantaje (blackmail): la presión constante al Gobierno para que este adopte las posiciones defendidas por los militares amenazándolo con que se negarán a colaborar con él, desobedecerán sus órdenes e incluso se levantarán contra él. Un ejemplo de chantaje podría ser la crisis de mayo que llevó al poder al general De Gaulle en 1958.
3. Desplazamiento: la sustitución de un Gobierno civil por otro también civil gracias a la acción de las Fuerzas Armadas. Puede realizarse por tres cauces: la amenaza de una intervención militar, la negativa de las Fuerzas Armadas a defender al Gobierno frente al desorden civil y la violencia militar. Este última puede revestir dos formas (o la combinación de ambas): el golpe de Estado o el pronunciamiento (o cuartelazo).
4. Suplantación: las Fuerzas Armadas toman el poder e instauran una dictadura militar. Sus cauces son los mismos que los del desplazamiento.